# Jan Pullinger
Pour les articles homonymes, voir Pullinger.
Janis Margaret "Jan" Pullinger  (née en 1947) est une femme politique canadienne de la Colombie-Britannique. Elle est députée provinciale néo-démocrate de la circonscription britanno-colombienne de Nanaimo d'une élection partielle en 1989 à 1991 et de Cowichan-Ladysmith de 1991 à 2001.
Elle est ministre dans le gouvernement des premiers ministres Glen Clark, Dan Miller et Ujjal Dosanjh aux postes de ministre des Petites entreprises, du Tourisme et de la Culture de septembre 1996 à février 1998, des Ressources humaines de février 1998 à juillet 1999, du Développement communautaires, des Coopératives et du Bénévolat de juillet à février 2000, ainsi que ministre du Développement social et de la Sécurité économique de février à novembre 2000.
Alors que Pullinger représente la circonscription de Nanaimo conjointement avec Dale Lovick dans une circonscription représentée par deux députés, les deux députés se marient durant leur mandat.
Elle ne se représente pas lors de l'élection provinciale de 2001.